# Barrière de Melilla

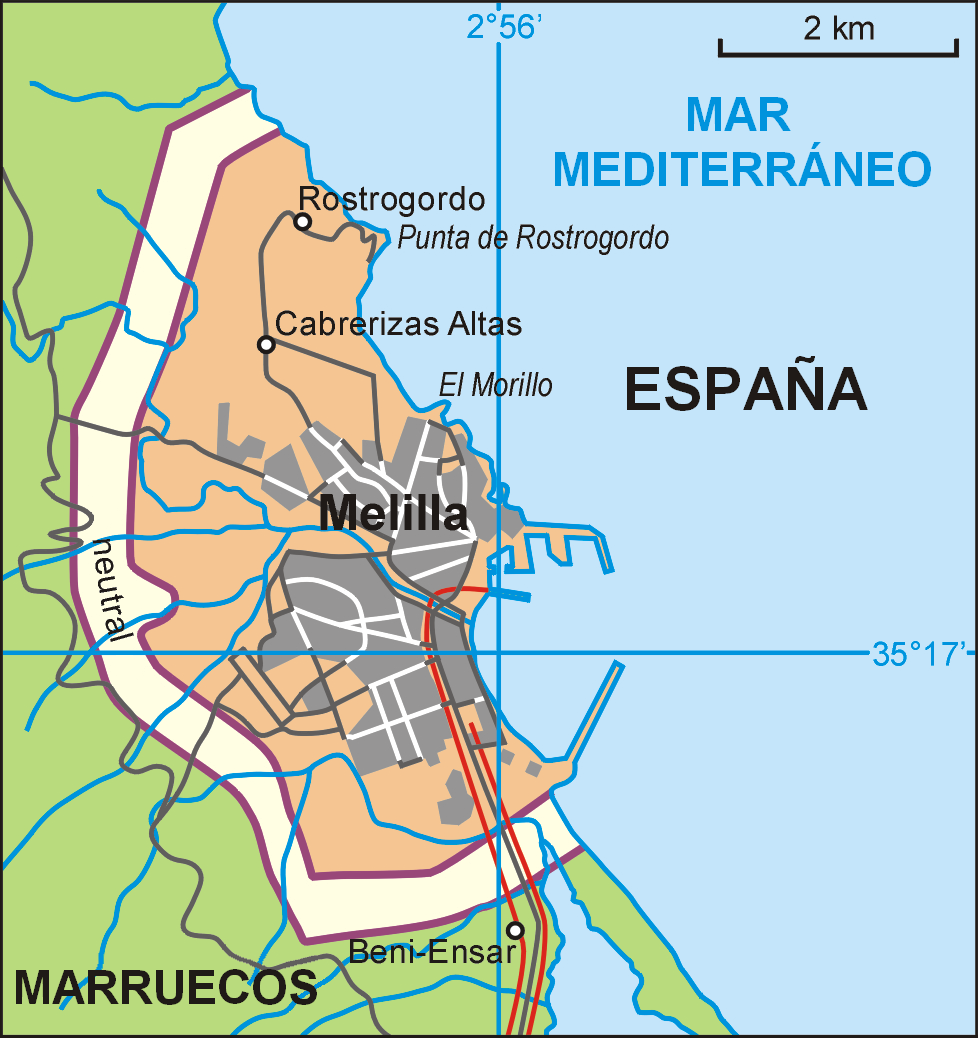
Carte de la ville autonome de Melilla.

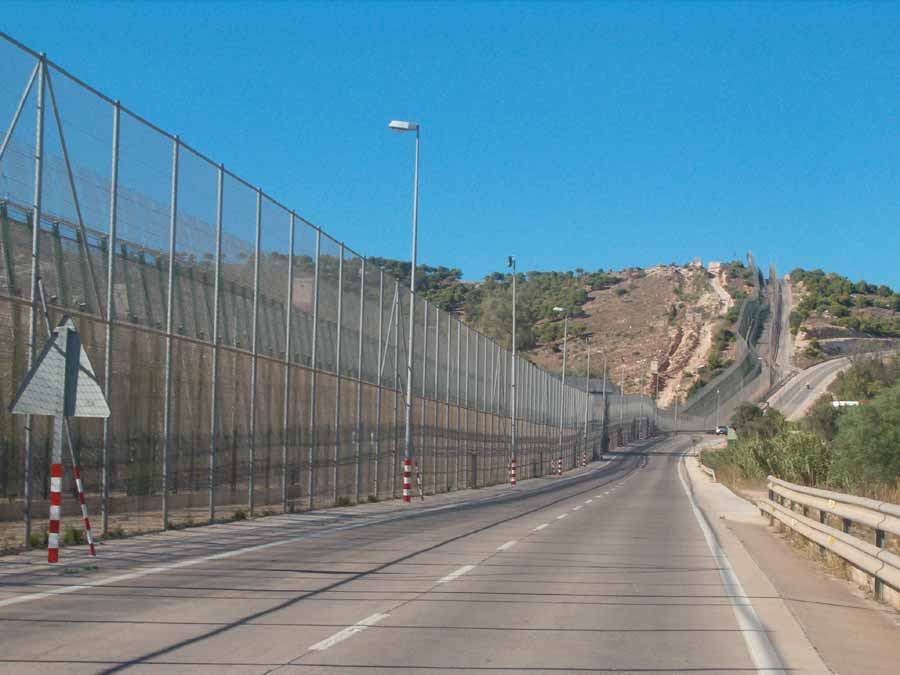
La barrière de Melilla vue du côté espagnol.

La barrière de Melilla, ou Valla de Melilla (en espagnol), est une barrière physique de séparation entre le Maroc et la ville autonome espagnole de Melilla, sur la côte africaine. Son but est d'arrêter l'immigration illégale et la contrebande.

## Historique
C'est en 1998 que la barrière de Melilla a commencé à se construire. À l'origine, il n'y avait qu'une seule barrière de 3 m de hauteur.
Cette barrière d'un coût de 33 millions d'euros (5 500 millions de pesetas) se compose de 12 km de clôtures parallèles de 6 mètres de hauteur, couronnées de barbelés. Des postes de surveillance sont répartis le long de la barrière et des routes entre les clôtures permettent le passage des véhicules de surveillance de la Garde civile. Un réseau de câbles souterrains est relié à des capteurs électroniques de bruit et de mouvement. La barrière est équipée de systèmes d'éclairage de forte puissance et de caméras vidéo de vision nocturne. La hauteur des clôtures a été portée à 6 mètres en raison de tentatives d'immigration de masse en 2005, à proximité du mont Gourougou.
Le Maroc a émis des objections à la construction de la barrière, car il considère Melilla comme une portion occupée du territoire marocain et demande son rattachement au Maroc depuis son indépendance en 1956. 
En octobre 2005, plus de 700 immigrants d'origine subsaharienne tentèrent de franchir la barrière pour pénétrer sur le territoire espagnol. Plusieurs d'entre eux furent tués. Amnesty International et Médecins sans frontières ont accusé le gouvernement marocain d'avoir déporté des centaines de réfugiés dans le désert du Sahara sans nourriture ni eau en 2006.
En 2006, des réparations ont eu lieu, ainsi que des travaux en 2007, 2013 et 2014. En 2013 et en 2014, un second hélicoptère fut ajouté et le premier fut équipé de caméras thermiques. Au cours des années suivantes, se produisent diverses tentatives de passage en force de la barrière par des groupes plus ou moins nombreux de migrants. Le 28 février 2014, plus de 200 migrants originaires d'Afrique subsaharienne franchissent la barrière et sont admis au Centre d'accueil temporaire pour immigrés (CETI) de Melilla.
Le 24 juin 2022, plus de 2000 migrants tentent de forcer la frontière, sans succès sauf pour une centaine. Au moins 23 d'entre eux trouvent la mort en chutant des clôtures et dans des bousculades, tandis qu'un policier marocain est blessé.

### Sources
- Melilla forteresse espagnole en Afrique sur le site de la BBC Afrique
- MSF : Rapport sur l'immigration d'origine subsaharienne en situation irrégulière au Maroc
- « Melilla, une porte vers l'Europe », France 24, 13 mai 2008